# Retimohnia caelata
Retimohnia caelata är en snäckart som först beskrevs av Addison Emery Verrill och Smith 1880.  Retimohnia caelata ingår i släktet Retimohnia och familjen valthornssnäckor. Inga underarter finns listade i Catalogue of Life.